# Nir (Ardabil)
Nir (perski: نير) – miasto w Iranie, w ostanie Ardabil. W 2006 roku  liczyło 4818 mieszkańców w 1264 rodzinach.